# وزارة الدفاع (اليمن)
وزارة الدفاع اليمنية، هي الوزارة المسؤولة عن القوات المسلحة اليمنية يتولى قيادتها الفريق محسن محمد الداعري، تقع في مديرية باب اليمن بمجمع العرضي بالعاصمة صنعاء.

## الوزراء
| م | اسم الوزير              | تاريخ التعيين |
| - | ----------------------- | ------------- |
| 1 | هيثم قاسم طاهر          | 24/5/1990     |
| 2 | عبد ربه منصور هادي      | 9/5/1994      |
| 3 | عبد الملك السياني       | 6/10/1994     |
| 4 | محمد ضيف الله محمد      | 15/5/1997     |
| 5 | عبد الله علي عليوه      | 4/4/2001      |
| 6 | محمد ناصر أحمد علي      | 11/2/2006     |
| 7 | محمود أحمد سالم الصبيحي | 7/11/2014     |
| 8 | محمد علي المقدشي        | 7/11/2018     |
| 9 | محسن محمد الداعري       | 28/7/2022     |

## مهام الوزارة
المهام والاختصاصات الوظيفية الأساسية لوزارة الدفاع ورئاسة هيئة الأركان العامة :
1. إدامة القيادة والسيطرة على القوات من قبل رئيس الجمهورية القائد الأعلى للقوات المسلحة في السلم الحرب.
2. اقتراح سياسة الدولة وبرامج الحكومة في مجال الدفاع وتنفيذها.
3. رفع القدرات القتالية للقوات المسلحة ورفدها بمقومات البناء والتحديث بما يمكنها من تحقيق أهدافها وتنفيذ مهامها الدستورية المناطه بها في السلم والحرب.
4. تامين القوات المسلحة بكافة مستلزماتها القتالية والفنية والإدارية.

## الهيكل التنظيمي
المكونات الرئيسية للقوات المسلحة:
1. القوات البرية اليمنية
2. القوات البحرية والدفاع الساحلي
3. القوات الجوية والدفاع الجوي
4. قوات حرس الحدود
5. الاحتياط الاستراتيجي

الهيكل التنظيمي للقوات المسلحة اليمنية

- تشكيلات سابقة في الجيش تم إلغائها :

تم إلغائها ودمج وحداتها في القوات البرية وحرس الحدود.
1. الفرقة الاولى مدرع وهي أكبر فرقة أشتركت في الحروب باليمن، مثل حروب الحوثيين الست وحرب الانفصال. انشئت بعد قيام الثورة اليمنية 26 سبتمبر 1962 م كأعلى تشكيل عسكري في القوات المسلحة اليمنية.
2. الحرس الجمهوري

## دوائر الوزارة
دوائر الوزارة:
1. دائرة شئون الأفراد
2. دائرة شئون الضباط
3. دائرة العمليات الحربية
4. دائرة التخطيط والتنظيم
5. دائرة المساحة العسكرية
6. دائرة الاستخبارات العسكرية
7. دائرة التوجيه المعنوي
8. دائرة الهندسة العسكرية
9. دائرة التدريب العسكري
10. دائرة الرقابة والتفتيش
11. دائرة المشاة
12. دائرة المدرعات
13. دائرة المدفعية والصواريخ
14. دائرة شؤون الافراد والاحتياط العام
15. دائرة التقاعد والضمان الاجتماعي
16. دائرة الإمداد والتموين العسكري
17. دائرة الخدمات الطبية العسكرية
18. دائرة التسليح
19. دائرة التأمين الفني
20. دائرة الأشغال العسكرية
21. دائرة الاتصالات والنظم العسكرية
22. الدائرة المالية
23. دائرة العلاقات
24. دائرة القضاء العسكري
25. دائرة الشئون القانونية
26. دائرة الرياضة العسكرية
27. قاعدة الإصلاح المركزي

## مؤسسات تابعة للوزارة
- المؤسسة الاقتصادية اليمنية